# Tully Blanchard
Tully Arthur Blanchard (San Antonio, 22 de janeiro de 1954) é um ex-lutador profissional estadunidense. Tendo lutado majoritariamente pela National Wrestling Alliance (NWA) e World Wrestling Federation (WWF), Blanchard foi um dos membros originais dos Four Horsemen, além de ter conquistado diversos títulos individuais e em dupla. Blanchard faz parte do Hall da Fama da NWA e da WWE (como parte dos Horsemen).

## Carreira na luta profissional

### Southwest Championship Wrestling (1975—1983)
Tully começou a lutar pela promoção do pai, Joe Blanchard, Southwest Championship Wrestling (SCW), baseada em San Antonio, Texas, em 1975.
Em 1978, Blanchard venceu um torneio para tornar-se o primeiro campeão televisivo da SCW. Ele perdeu o título para Al Madril, o reconquistando em julho, logo o perdendo para Mando Guerrero. Ele reconquistou o título ao derrotar Dale Valentine em 10 de janeiro de 1979, o perdendo no dia seguinte e o reconquistando em 12 de janeiro. Durante este reinado, o título foi renomado como título dos pesos-pesados da SCW. Depois de novamente perder e reconquistar o título de Valentine, e o perder novamente, Blanchard derrotou Tom Jones em 29 de dezembro para tornar-se campeão pela sexta vez. Ele trocou o título com Wahoo McDaniel durante 1980 e conquistou seu nono reinado ao derrotar Terry Funk em 1981.
Ele formou uma dupla chamada Dynamic Duo com Gino Hernandez. Os dois conquistaram o SCW Tag Team Championship em 1981, perdendo o título para Funk e McDaniel. Depois de reconquistar o título, Blanchard e Hernandez perderam o título para Bruiser Brody e Dick Slater. Eles derrotaram Ken Lucas e Ricky Morton no ano seguinte, mas perderam os cinturões de volta para os dois. Depois de reconquistar o título para o quarto reinado, Blanchard defendeu o título com um substituto de Hernandez, perdendo o título para Slater e Bob Sweetan. Depois de derrotar os Grapplers pelo título, Blanchard atacou Hernandez, tornando-se um vilão e desfazendo a dupla.
Blanchard derrotou Sweetan na final de torneio de 14 lutadores para conquistar o título dos pesos-pesados pela décima vez em 1 de janeiro de 1983. O título foi vago após um combate controverso entre os dois 13 de fevereiro, com Sweetan conquistando o título em 27 de fevereiro. O último reinado de Blanchard iniciou-se quando ele derrotou Sweetan pelo título em 13 de junho. Ele manteve-se campeão até 11 de setembro, quando foi derrotado por Scott Casey.

### National Wrestling Alliance (1984—1988)

#### Diversos títulos (1984—1986)
Blanchard passou a lutar pela National Wrestling Alliance (NWA) majoritariamente na Mid-Atlantic Championship Wrestling / Jim Crockett Promotions. Ele conquistou o título televisivo ao derrotar Mark Youngblood em 28 de março de 1984. Com James J. Dillon como seu agente, Blanchard se aliou aos Long Riders (Ron Bass e Black Bart) em uma rivalidade contra Dusty Rhodes, Dick Slater e Ricky Steamboat (durante a rivalidade, a interferência de Blanchard havia feito Steamboat perder o título estadunidense para Wahoo McDaniel). No Starrcade '84: The Million Dollar Challenge, Blanchard defendeu o título televisivo contra Steamboat em um combate no qual também estava sendo disputado $10.000 de cada lutador (na história). Tully venceu ao usar uma corrente contra Ricky pelas costas do árbitro. Tully perderia o título televisivo para Rhodes em 16 de março de 1985. Ele reconquistaria o campeonato - renomeado "World Television Championship" - em 28 de abril. Os dois se enfrentariam novamente pelo título no The Great American Bash, em uma jaula de aço. Dusty venceu, reconquistando o título e ganhando os serviços da valet de Tully, Baby Doll, por 30 dias.
Longe do título televisivo, Tully iniciou uma rivalidade com Magnum T.A. pelo título estadunidense, o derrotando e tornando-se campeão em 21 de julho. O reinado durou quase quatro meses, até o Starrcade, quando Magnum derrotou Tully em uma luta "I Quit" em uma jaula para reconquistar o título. Em 4 de março de 1986, Tully derrotou Rhodes para tornar-se o campeão nacional dos pesos-pesados. Ele defendeu o título contra Ron Garvin no AWA/NWA Rage In A Cage, em uma jaula (por desqualificação), e na turnê do The Great American Bash durante o verão antes de perdê-lo para Wahoo McDaniel em 28 de agosto. A rivalidade com Rhodes continuou no Starrcade, em uma luta First Blood (onde perde o primeiro lutador a sangrar) pelo título televisivo de Dusty. Durante o combate, Tully sangrou primeiro, o que encerraria o combate e daria a vitória para Rhodes. No entanto, o árbitro acabou nocauteado. J.J. Dillon limpou o sangue de Tully e passou vaselina no corte. O combate continuou até Blanchard usar um saco de moedas levado ao ringue por Dillon para fazer Rhodes sangrar e tornar-se campeão.

#### The Four Horsemen (1986—1988)
No início de 1986, Blanchard tornou-se parte da facção The Four Horsemen, com Ric Flair, Arn e Ole Anderson e James J. Dillon como agente. Para combater o grupo de vilões, Dusty Rhodes, Nikita Koloff e os Road Warriors (Hawk e Animal) se uniram, derrotando o quarteto em combates entre dezembro de 1986 e janeiro de 1987. Com Arn e Ole sendo derrotados pelo The Rock 'n' Roll Express (Robert Gibson e Ricky Morton) no Starrcade de 1986, Ole acabou sendo substituído nos Horsemen por Lex Luger.
Com Luger, Blanchard participou do torneio de duplas Crockett Cup de 1987, em abril. Eles derrotaram MOD Squad, Bob e Brad Armstrong, e Giant Baba e Isao Takagi para chegarem à final do torneio, onde foram derrotados por Rhodes e Koloff. No The Great American Bash, Blanchard, Flair, Luger, Anderson e Dillon foram derrotados pelos Super Powers (Rhodes, Koloff, os Road Warriors e Paul Ellering) em uma luta WarGames. Blanchard perdeu o título televisivo para Koloff em 17 de agosto de 1987.
Sem o título individual, Blanchard passou a focar nos combates em dupla com Arn Anderson. Juntos, eles derrotaram o Rock 'n' Roll Express pelo versão da Mid-Atlantic do Campeonato Mundial de Duplas da NWA em 29 de setembro. No Starrcade, Arn e Tully mantiveram o título contra os Road Warriors por desqualificação após os Warriors terem jogado Arn por cima das cordas, movimento então ilegal na companhia. Eles perderam o título para Barry Windham e Luger em 27 de março de 1988, no primeiro Clash of the Champions, mas os derrotaram para reconquistar os cinturões em 20 de abril.
Arn e Blanchard participaram do torneio de duplas Crockett Cup de 1988, derrotando Kendall Windham e o Italian Stallion e The Fantastics (Bobby Fulton e Tommy Rogers), sendo derrotados por Luger e Sting na final do torneio. No segundo Clash of the Champions, Arn e Tully defenderam o título contra Dusty Rhodes e Sting, mas o combate acabou em desqualificação após interferência de Barry Windham (agora parte dos Horsemen) e Flair. Em 9 de julho, Arn, Tully e Flair foram derrotados por Dusty e pelos Road Warriors em um combate pelo título de trios da NWA.
No The Great American Bash, Arn e Tully defenderam o título de duplas contra Koloff e Sting, mantendo-se campeões por um empate quando o combate atingiu o tempo limite. Eles finalmente perderam o título em 10 de setembro para o Midnight Express (Bobby Eaton e Stan Lane).

### World Wrestling Federation (1988—1989)

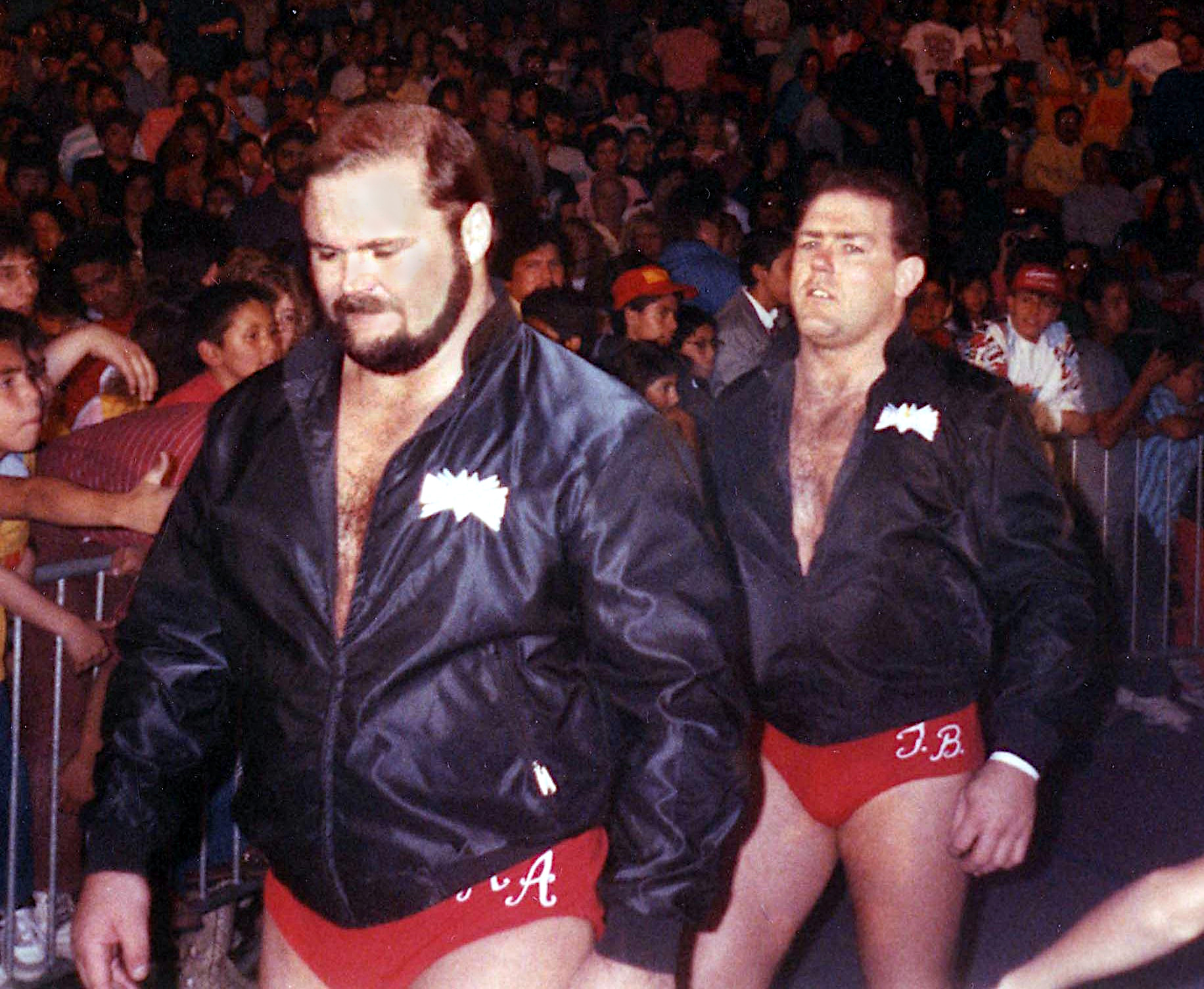
Anderson e Blanchard como os Brain Busters na WWF.

Blanchard e Anderson foram contratados pela World Wrestling Federation (WWF) no final de 1988, estreando no WWF Superstars exibido em 5 de outubro como vilões sob o nome de Brain Busters, agenciados por Bobby "The Brain" Heenan. Em sua estreia, a dupla derrotou Tommy Angel e Bob Emory em pouco mais de dois minutos e meio. No circuito não-televisionado, os Brain Busters mantiveram uma série de vitórias contra os Young Stallions (Paul Roma e Jim Powers).
A primeira aparição dos Brain Busters em um pay-per-view da WWF aconteceu no Survivor Series em 24 de novembro, quando participaram de uma luta de eliminação de duplas como parte do time de Demolition (Ax e Smash), The Bolsheviks (Nikolai Volkoff e Boris Zhukov), The Fabulous Rougeaus (Raymond e Jacques) e The Conquistadors contra o time de The Powers of Pain (The Warlord e The Barbarian), The Rockers (Shawn Michaels e Marty Jannetty), The British Bulldogs (Davey Boy Smith e Dynamite Kid), The Hart Foundation (Bret Hart e Jim Neidhart) e os Young Stallions. Durante o combate, os Brain Busters iniciaram uma briga fora do ringue com os Rockers, o que causou a desqualificação e eliminação de ambos os times. Isso levou os dois times a uma rivalidade no circuito não-televisionado, culminando em um combate no Saturday Night's Main Event de 11 de março de 1989 que acabou sem vencedores após os dois times novamente lutarem fora do ringue, não retornando na contagem do árbitro.
Os Brain Busters derrotaram Strike Force (Tito Santana e Rick Martel) no WrestleMania V e mantiveram uma rivalidade com os Bushwhackers (Luke e Butch) no circuito não-televisionado. A dupla enfrentou os campeões de duplas da WWF Demolition (Ax e Smash) pelo título no Saturday Night's Main Event de 25 de abril, vencendo por desqualificação após Ax atacar o árbitro. Assim, eles não conquistaram o título. Eles o fizeram, no entanto, no Saturday Night's Main Event seguinte, de 18 de julho, derrotando Demolition pelo título em uma luta de duas quedas. Com interferência de Heenan, Blanchard e Anderson derrotaram a Hart Foundation (Bret Hart e Jim Neidhart) no SummerSlam (os título não estavam sendo disputados, pois Heenan havia marcado o combate antes dos Brain Busters conquistarem o título). Os dois perderam o título de volta para Demolition no Superstars exibido em 4 de novembro. Dois dias antes, Blanchard foi pego em um exame anti-drogas, sendo suspenso pela WWF. Logo depois, ele deixou a companhia. Blanchard e Arn, então, negociavam um retorno à World Championship Wrestling (WCW), mas por conta da falha no exame, apenas Anderson foi recontratado.

### Semi-aposentadoria e circuito independente (1989—2007)
Blanchard passou a lutar pela American Wrestling Association (AWA). No SuperClash IV, em 8 de abril de 1990, Tully derrotou Tommy Jammer.
Tully retornou à World Championship Wrestling (WCW) por uma noite durante o Slamboree de 1994, sendo uma das lendas honradas na noite. Mais tarde, ele enfrentou Terry Funk em um combate especial de lendas, que acabou em desqualificação dupla após os dois se recusarem a obedecer o árbitro e usarem cadeiras e ferro de marcar. Blanchard seria derrotado, mas se recusou a perder após receber menos dinheiro do que o supostamente combinado anteriormente pela WCW. Em outubro e novembro do mesmo ano, Blanchard lutou pela texana National Wrestling Alliance Dallas de Jim Crockett, Jr.
No primeiro semestre de 1995, Blanchard iniciou uma rivalidade com Shane Douglas na Extreme Championship Wrestling (ECW) pelo título mundial dos pesos-pesados da companhia. No Double Tables, Douglas derrotou Blanchard para manter o título. Ele também lutou no Japão pela Muga World Pro Wrestling, sendo derrotado por Tatsumi Fujinami. Ele e Barry Windham derrotaram a Border Patrol (Agent Gunn e Agent Maxx) para conquistar o título mundial de duplas da NWA em 12 de setembro de 1998, o perdendo de volta para Gunn e Maxx em 10 de outubro. No evento de aniversário de 50 anos da NWA em 1998, Blanchard e Tom Prichard (substituindo Windham) participaram de um combate pelo título contra Brotherhood (Erich Sbracchia e Knuckles Nelson), Border Patrol e Khris Germany & Kit Carson, mas não venceram.
Tully participou do pay-per-view Heroes of Wrestling em 10 de outubro de 1999, derrotando Stan Lane (houve um pinfall duplo e o árbitro decidiu dar a vitória à Blanchard).
Blanchard passou a fazer lutas ocasionais no circuito independente, enfrentando antigos rivais como Dusty Rhodes, Dory Funk, Jr. e Ron Bass. A última luta de Tully foi uma derrota contra Dustin Rhodes em 11 de agosto de 2007.
Em 2006, Blanchard foi contratado pela World Wrestling Entertainment (WWE, antiga WWF) como um produtor e agente em substituição a Jimmy Garvin. Após uma briga nos bastidores com John "Bradshaw" Layfield, Blanchard pediu demissão. Ele fez uma aparição no Monday Night Raw de 31 de março de 2008 durante a festa de aposentadoria de Ric Flair ao lado de Windham, Arn Anderson e James J. Dillon. Blanchard foi nomeado como um dos membros da classe de 2012 do Hall da Fama da WWE como parte dos Four Horsemen com Flair, Windham, Dillon e Anderson. Ele apareceu no WrestleMania XXVIII com o restante dos membros da classe de 2012. Ele participou com Anderson e Flair do Table for 3 na WWE Network sobre os Four Horsemen em 2016.

### All Elite Wrestling (2019—presente)
Em 18 de julho de 2019, a All Elite Wrestling (AEW) anunciou Blanchard como conselheiro de Shawn Spears para sua luta contra Cody no All Out.

## Vida pessoal

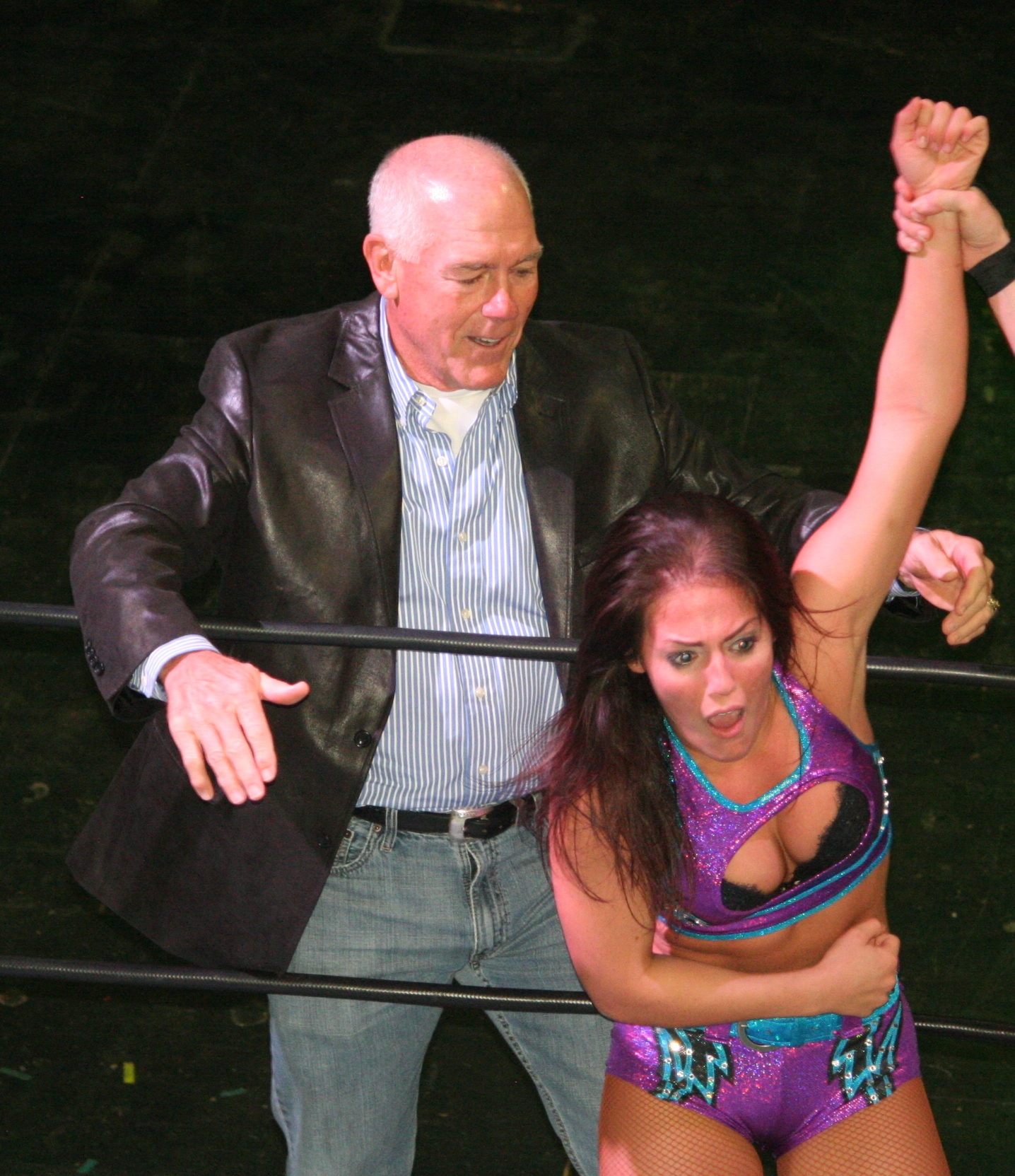
Tully e sua filha, Tessa.

Uma das filhas de Tully, Tessa, é também lutadora, tendo competido em promoções como Women Superstars Uncensored (WSU), na Shine Wrestling, SHIMMER e no WWE NXT.

## Na luta profissional
- Movimentos de finalização[1]
  - Slingshot Suplex
  - Piledriver

- Movimentos secundários[1]
  - Figure Four leglock
  - Delayed knee drop

- Com Arn Anderson
  - Movimentos de finalização em dupla[1]
    - Spike Piledriver

- Managers
  - James J. Dillon[49]
  - Baby Doll[8]
  - Bobby Heenan[24]
  - Paul Jones[50]

## Títulos e prêmios
- Central States Wrestling
  - NWA Central States Heavyweight Championship (1 vez)[51]

- Mid-Atlantic Championship Wrestling / Jim Crockett Promotions
  - Mid-Atlantic / NWA Television Championship (3 vezes)[4][7]
  - NWA National Heavyweight Championship (1 vez)[10]
  - NWA United States Championship (1 vez)[5]
  - NWA World Tag Team Championship (versão da Mid-Atlantic) (2 vezes)[18] – com Arn Anderson

- National Wrestling Alliance
  - Hall da Fama da NWA (Classe de 2009)[52]

- NWA All-Star Wrestling (Carolina do Norte)
  - NWA World Tag Team Championship (1 vez)[38] – com Barry Windham

- Pro Wrestling Illustrated
  - Dupla do Ano (1989)[53] – com Arn Anderson
  - PWI o colocou na #316ª posição dos 500 melhores lutadores individuais em 1998[54]
  - Rivalidade do Ano (1987)[55] como parte dos Four Horsemen (Ric Flair, Arn Anderson e Lex Luger) vs. Dusty Rhodes, Nikita Koloff e os Road Warriors (Hawk e Animal)

- Southwest Championship Wrestling
  - Southwest Television / Heavyweight Championship (11 vezes)[2]
  - SCW Tag Team Championship (5 vezes)[3] – com Gino Hernandez
  - SCW World Tag Team Championship (2 vezes)[56] – com Gino Hernandez

- World Wrestling Federation / WWE
  - WWF Tag Team Championship (1 vez)[57] – com Arn Anderson
  - Hall da Fama da WWE (Classe de 2012)[43] – com os Four Horsemen

- Wrestling Observer Newsletter
  - Pior Rivalidade do Ano (1988)[58] – vs. The Midnight Rider